# Docalidia permagna
Docalidia permagna är en insektsart som beskrevs av Nielson 1982. Docalidia permagna ingår i släktet Docalidia och familjen dvärgstritar. Inga underarter finns listade i Catalogue of Life.